# Амалия Саксен-Кобург-Готская
Мария Луиза Франциска Амалия Саксен-Кобург-Готская и Кохари (нем. Marie Luise Franziska Amalie von Sachsen-Coburg und Gotha; 23 октября 1848 — 6 мая 1894) — немецкая принцесса из Саксен-Кобург-Готского дома, герцогиня Саксонская, в замужестве — герцогиня Баварская. Дочь принца Августа Саксен-Кобург-Готского и принцессы Клементины Орлеанской, внучка короля Франции Луи Филиппа I, сестра царя Болгарии Фердинанда I.

## Брак и дети
С детства Амалия предназначалась в невесты принцу Леопольду Баварскому, однако тот женился на австрийской эрцгерцогине Гизеле. Мужем Амалии стал Максимилиан Эмануэль, герцог Баварский, младший ребёнок в семье герцога Максимилиана Иосифа Баварского и его супруги Людовики Баварской. Максимилиан Эмануэль приходился младшим братом австрийской императрице Елизавете.
Они поженились 20 сентября 1875 года в Эбентале в Нижней Австрии. Брак был очень счастливым.
У Амалии и Максимилиана Эмануэля родилось трое сыновей:
- Зигфрид Август Максимилиан Мария, герцог Баварский (10 марта 1876 — 12 июля 1952)
- Кристоф Иосиф Клеменс Мария, герцог Баварский (22 апреля 1879 — 10 июля 1963)
- Луитпольд Эмануэль Людвиг Мария, герцог Баварский (30 июня 1890 — 16 января 1973)

Амалия тяжело переживала безвременный и внезапный уход из жизни супруга и умерла от перитонита менее чем через год после смерти Макса Эмануэля.

## Титулы
- 23 октября 1848 — 20 сентября 1875: Её Светлость Принцесса Амалия Саксен-Кобург-Готская, герцогиня Саксонская
- 20 сентября 1875 — 6 мая 1894: Её Королевское Высочество Герцогиня Амалия Баварская, принцесса Саксен-Кобург-Готская, герцогиня Саксонская